# Canton d'Irigny
Le canton d'Irigny est une ancienne division administrative française, située dans le département du Rhône en région Rhône-Alpes.

## Composition
Le canton d'Irigny comprenait quatre communes :
- Charly
- Irigny
- Pierre-Bénite
- Vernaison

## Historique
Le canton est créé par le décret n°85-75 du 22 janvier 1985 en détachant les communes qui le composent du canton de Saint-Genis-Laval.
Le 1er janvier 2015, le canton disparaît avec la naissance de la métropole de Lyon.

## Représentation
| Période | Période | Identité            | Étiquette | Qualité                                                      |
| ------- | ------- | ------------------- | --------- | ------------------------------------------------------------ |
| 1985    | 2014    | Jean-Luc da Passano | UDI       | Maire d'Irigny (1995-2020) Vice-président du Conseil général |

## Évolution démographique
| 1990   | 1999   | 2006   | 2011   | 2012   |
| ------ | ------ | ------ | ------ | ------ |
| 24 834 | 26 167 | 26 732 | 27 255 | 27 312 |